# Macumba (film, 1958)
Pour les articles homonymes, voir Macumba (homonymie).
Pour plus de détails, voir Fiche technique et Distribution.
Macumba (titre original : Tumulto de Paixoes) est un film germano-américano-brésilien réalisé par Zygmunt Sulistrowski (pl) sorti en 1958.
Il s'agit de l'adaptation d'une nouvelle d'Anita Malville.

## Synopsis
L'écrivain américain bien connu John Morgan veut désespérément obtenir des impressions personnelles de l'Amazonie pour son nouveau livre. Surtout, il aimerait rejoindre l'expédition que le célèbre expert brésilien Tom Dooley prépare actuellement, mais il ne trouve pas l'aventurier. Lorsque Morgan commence à parler à la femme entreprenante Anna Martin, elle lui dit qu'elle sait où se trouve Tom Dooley. Mais elle ne le conduirait à lui que si elle était autorisée à rejoindre l'expédition. Tout arrive.
Tom Dooley conduit ses compagnons dans un village de pêcheurs isolé où une fête traditionnelle est célébrée. Il ne veut pas emmener John et Ann plus loin dans les terres, mais la femme parvient à persuader Tom de le faire. Plus le voyage dure, plus les deux hommes désirent la femme. Cela crée une grande tension, qui conduit à plusieurs accidents. Le pire, c'est quand les participants à l'expédition perdent leur bateau et doivent se déplacer à pied. Un jour, la vie d'Ann est en danger alors qu'elle prend un bain en Amazonie. À la dernière minute, Tom Dooley parvient à sauver la jeune femme. Morgan voit son rival porter Ann nue à terre. Il comprend mal la situation et panique. Les deux hommes ont une violente dispute.
Plus l'expédition est longue, plus Ann tombe amoureuse de Tom Dooley. Mais elle s'efforce de ne pas montrer ses sentiments pour ne pas irriter Morgan, à qui elle a déjà dit oui en chemin, et plus.
Trois autres jours séparent les membres de l'expédition de leur destination, un village indien. Morgan est mordu par une araignée venimeuse. Bientôt, l'écrivain est tellement atteint de fièvre qu'il ne peut plus marcher. Tom Dooley n'a d'autre choix que de le traîner. Complètement épuisés, les trois atteignent enfin le village indien. Le chaman réussit à guérir les malades.
Après avoir étudié les coutumes et les habitudes des indigènes, Morgan envisage de retourner à Rio avec Ann sur un bateau loué pour l'épouser. Mais Ann se rend compte que sa vraie place ne peut être qu'aux côtés de Tom Dooley. Alors Morgan repart seul.

## Fiche technique
- Titre : Macumba
- Titre original portugais : Tumulto de Paixoes
- Réalisation : Zygmunt Sulistrowski (pl)
- Scénario : Zygmunt Sulistrowski
- Musique : Enrico Simonetti, Gerhard Becker
- Direction artistique : Salvador Calçada
- Photographie : Alexander Orban
- Son : Francisco Torturra
- Montage : Ikswort Silius, Walter Rosenick
- Production : Mário Audrá, Artur Brauner, Zygmunt Sulistrowski
- Sociétés de production : Alfa Film, Audra
- Sociétés de distribution : Bavaria
- Pays d'origine :  Allemagne de l'Ouest,  Brésil,  États-Unis
- Langue : anglais
- Format : Couleur - 1,66:1 - Mono - 35 mm
- Genre : Aventures
- Durée : 92 minutes
- Dates de sortie :
  - Allemagne de l'Ouest : 27 novembre 1959.
  - France : 25 avril 1962[1].

## Distribution
- Richard Olizar : Tom Dooley
- John Sutton : John Morgan
- Gina Albert : Anna Martin
- Celeneh Costa (pt) : Marezinha
- Eugenio Carlos : Eugenio

## Production
La première a lieu en juillet 1958 lors de la Berlinale 1958.